# Agama armata
Agama armata är en ödleart som beskrevs av Peters 1855. Agama armata ingår i släktet Agama och familjen agamer. Inga underarter finns listade i Catalogue of Life.
Arten förekommer i Afrika från Kenya till Namibia. Den når i bergstrakter 2000 meter över havet. Honor lägger ägg.

## Bildgalleri

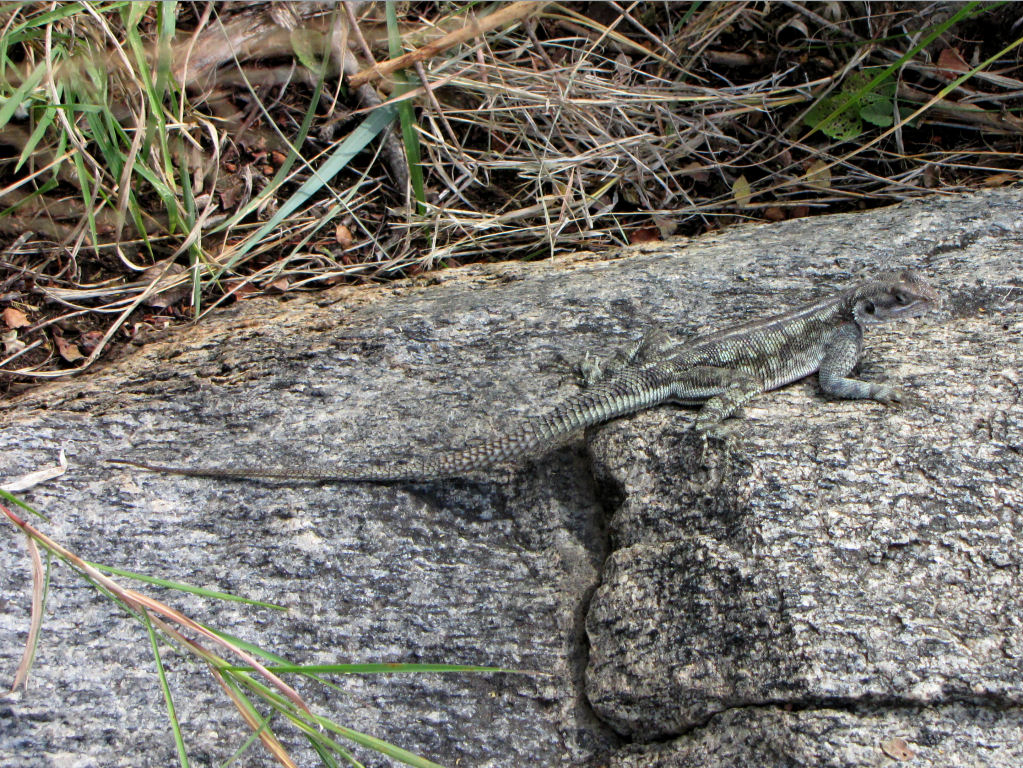